# Roberta Williams
Roberta Heuer Williams (16. veljače 1953.), američka dizajnerica računalnih igara.
Nedvojbeno je najutjecajniji ženski gamer svog vremena. U osamdesetima i devedesetima, Roberta i njezin muž Ken Williams bili su vodeće figure u razvoju grafičkih avanturističkih igara. Osnovali su tvrtku On-Line Systems, koja je kasnije postala Sierra. Roberta i Ken vjenčali su se 4. studenog 1972., ona je bila 19, a on je tek navršio 18. Imaju dvoje djece, D.J.-a (r. 1973.) i Chrisa (r. 1979.). 
Njihov doprinos gamingu je djelomično kroniklizira u knjizi Hakeri: Junaci računalne revolucije. Roberta je pozirala za korice igre Softporn Adventurea Chucka Bentona, izdao je On-line Systems. Kasnije je pozirala za naslovnu fotografiju Mother Goosea. Sudjelovala je u pisanju i dizajniranju nekoliko igara, uključujući cijeli King's Quest serijal, Mixed-Up Mother Goose, i The Colonel's Bequest. 
Karijera joj traje već preko dva desetljeća i vrlo je značajan njen doprinos industriji računalnih igara. Iako je Sierra bila prodana 1996, njezine produkcijske zasluge prisutne su sve do 1999. godine. Doprinjela na poljima dizajnu igara, produkciji igara, sadržaja, i zvuka.

## Djela
- "Mystery House" (1980.)
- "Wizard and the Princess" (1980.)
- "Mission Asteroid" (1981.)
- "Time Zone" (1982.)
- "King's Quest I: Quest for the Crown" (1984.)
- "The Dark Crystal" (1984.)
- "Mickey's Space Adventure" (1984.)
- "King's Quest II: Romancing the Throne" (1985.)
- "King's Quest III: To Heir Is Human" (1986.)
- "King's Quest IV: The Perils of Rosella" (1988.)
- "Mixed-Up Mother Goose" (1988.)
- "The Colonel's Bequest" (1989.)
- "King's Quest V: Absence Makes the Heart Go Yonder!" (1990.)
- "King's Quest 1: Quest for the Crown (Remake)" (1990.)
- "Mixed-Up Mother Goose CD" (1990.)
- "King's Quest VI: Heir Today, Gone Tomorrow" (1993.)
- "King's Quest VII: The Princeless Bride" (1994.)
- "Phantasmagoria" (1995.)
- "The Realm Online" (1996.)
- "King's Quest VIII: The Mask of Eternity" (1998.)

## Vanjske poveznice
- Kenova i Robertina Williams stranica
- Fan club Roberte Williams  Arhivirana inačica izvorne stranice od 26. travnja 2006. (Wayback Machine)
- Intervju s Robertom Williams, Adventure Classic Gaming (1997)
- Upis na Roberta Williams na Moby Games  Arhivirana inačica izvorne stranice od 18. ožujka 2005. (Wayback Machine)
- Intervju s Robertom Williams na WomenGamers.com